# Budaörs
Budaörs [ˈbudɒ.ørʃ] (deutsch Wudersch) ist eine ungarische Stadt mittlerer Größe im Komitat Pest. Sie liegt am westlichen Rand der Hauptstadt Budapest, und ist eine ursprünglich schwäbische Siedlung, was auch heute noch anhand der Gebäude- und Siedlungsform erkennbar ist. Budaörs ist heute einer der reichsten Orte Ungarns.

## Geschichte
Erstmals wurde Budaörs 1236 unter König Béla IV. erwähnt. 1921 wurden beim zweiten Rückkehrversuch König Karls IV. von Ungarn dessen Truppen bei Budaörs gestoppt, wobei 19 Soldaten ums Leben kamen.
Bis nach dem Zweiten Weltkrieg lebten in der Gemeinde hauptsächlich Schwaben, die nach 1946 durch die Vertreibung zur Minderheit wurden. Die schwäbische Minderheit, die heute noch in der Ortschaft lebt, hat sich ihren eigenen mittelbairischen Dialekt bewahrt.

## Städtepartnerschaften
- Bretzfeld, Deutschland, seit 1989
- Kanjiža (Кањижа), Serbien, seit 1999
- Nová Vieska, Slowakei, seit 1997
- Pula, Kroatien, seit 2008
- Pyrgos (Πύργος), Griechenland, seit 1997

## Kriegsgräberstätte
In Budaörs baute der Volksbund Deutsche Kriegsgräberfürsorge die größte deutsche Kriegsgräberstätte in Ungarn für 15 000 Gefallene. 2001 wurden die Toten der Anlagen Budapest-Kispest, Budapest X. Bezirk und Esztergom hierher umgebettet. Die Anlage wurde am 19. Oktober 2002 eingeweiht. Gleichzeitig mit dem Ausbau des Friedhofes entstand auf dem Gelände ein Friedenspark des Volksbundes mit insgesamt 674 Bäumen.

## Verkehr
Budaörs ist mit der Hauptstadt durch die Buslinie 40 verbunden. Durch die Stadt führt die Hauptstraße Nr. 1, die Autobahnen M1 und M7 verlaufen durch den südlichen Teil des Ortes. Die Stadt ist angebunden an die Eisenbahnstrecke vom Budapester Südbahnhof nach Győr. 
1935 wurde bei Budaörs ein Flughafen eröffnet, der gelegentlich auch militärischen Zwecken dient.

## Sehenswürdigkeiten
- Jakob-Bleyer-Museum, Heimatmuseum der örtlichen Deutschen
- Römisch-katholische Kirche, erbaut zwischen 1801 und 1810

## Persönlichkeiten
- Georg Müller (1917–2004), deutscher Agrarwissenschaftler und Hochschullehrer
- Emmerich Ritter (* 1952), ungarischer Politiker der deutschen Minderheit, Mitglied des Ungarischen Parlaments
- Margit Vanek (* 1986), ungarische Triathletin, Olympionikin (2016) und Aquathlon-Weltmeisterin (2010)

## Bilder

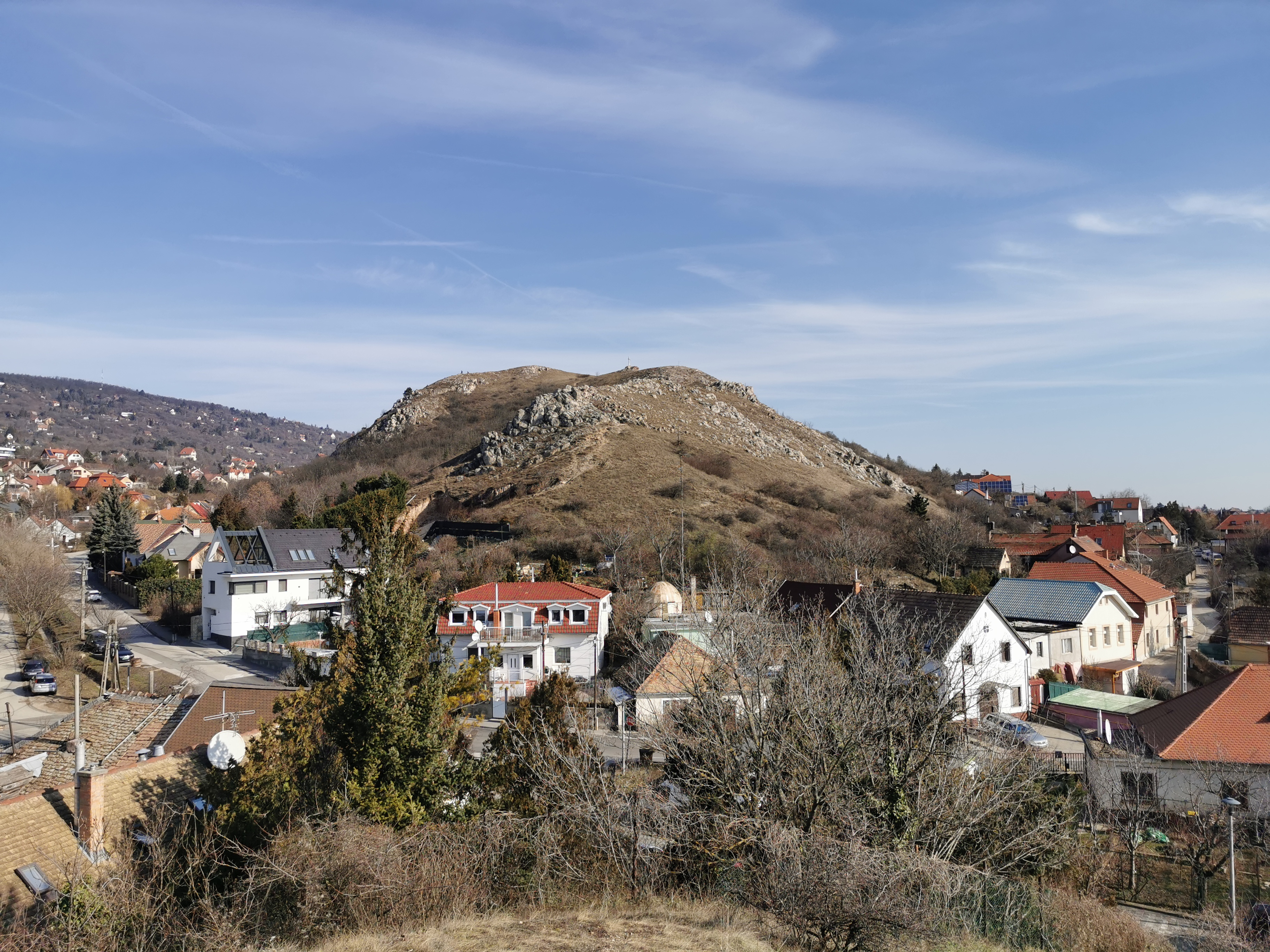
Hohler-Berg
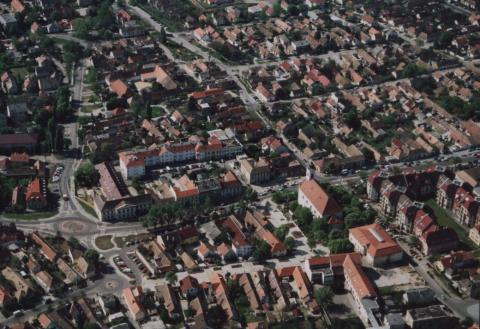
Budaörs
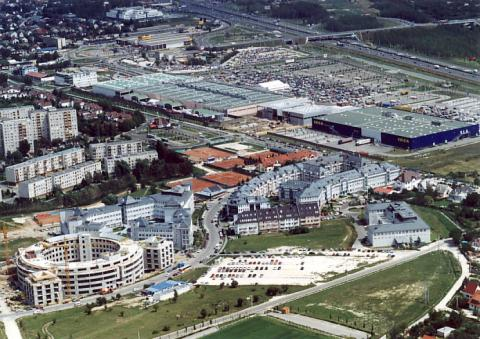
Budaörs
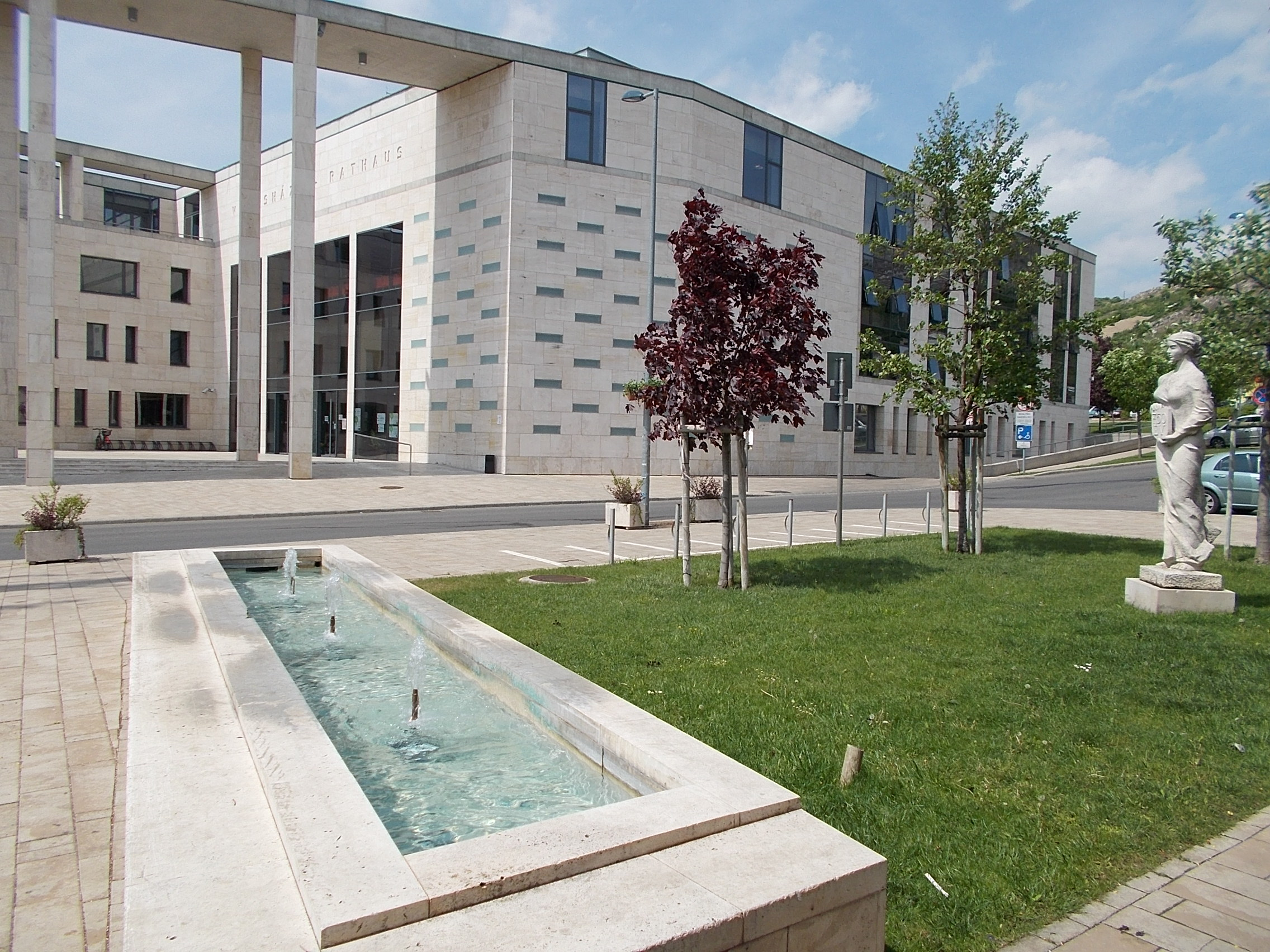
Rathaus mit deutschem Schriftzug „Rathaus“ unterhalb des Daches
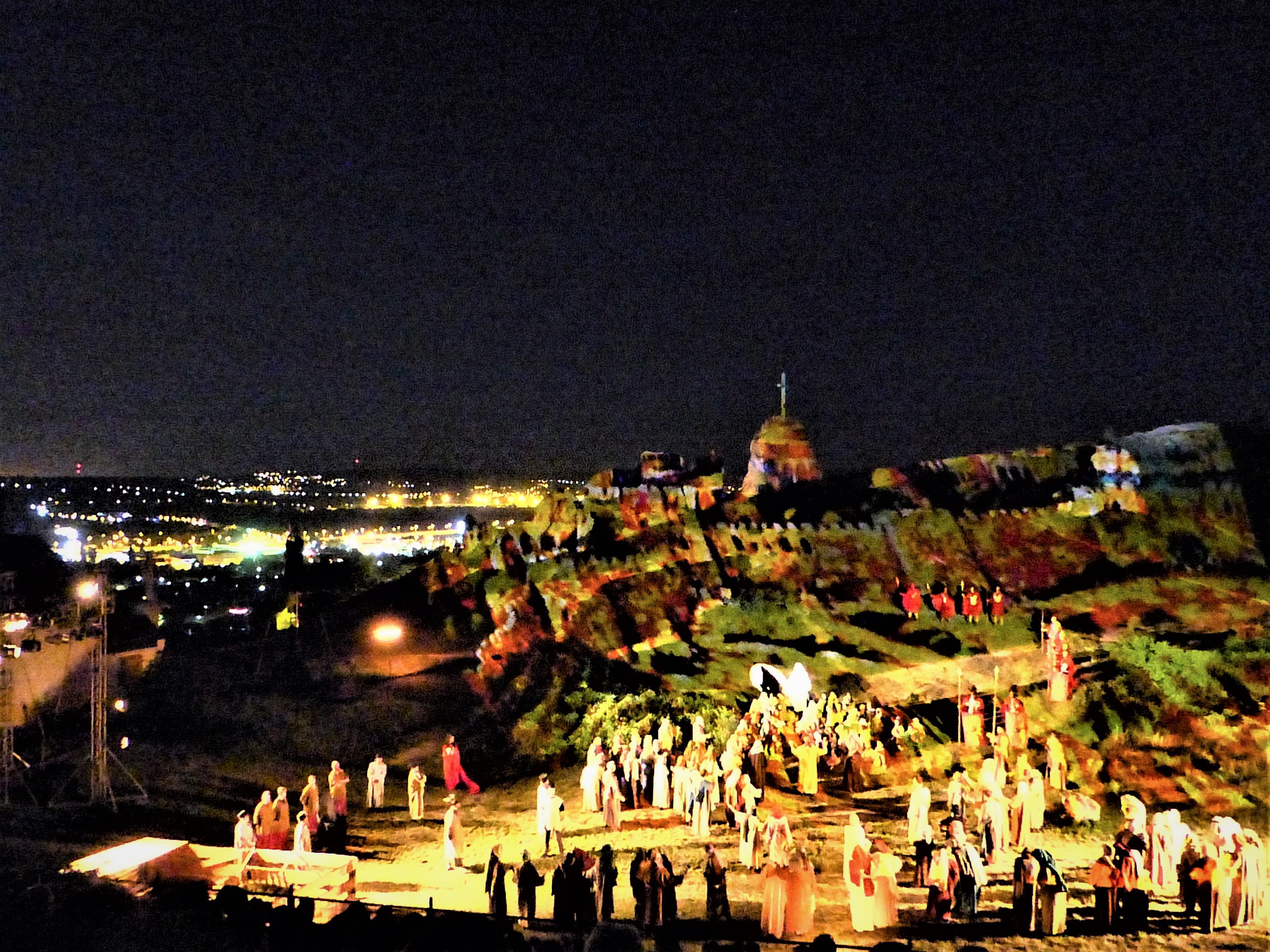
Passionsspiele in Budaörs 2018